# Diaethria sinamara
Diaethria sinamara är en fjärilsart som beskrevs av William Chapman Hewitson 1854. Diaethria sinamara ingår i släktet Diaethria och familjen praktfjärilar. Inga underarter finns listade i Catalogue of Life.